# Theo Crosby
 (mai 2014).
Si vous disposez d'ouvrages ou d'articles de référence ou si vous connaissez des sites web de qualité traitant du thème abordé ici, merci de compléter l'article en donnant les références utiles à sa vérifiabilité et en les liant à la section « Notes et références ».
Theo Crosby, né le 3 avril 1925 et mort le 12 septembre 1994 à Londres, est un architecte, éditeur, écrivain et sculpteur originaire d'Afrique du Sud.
C'est notamment celui qui a reconstruit à l'identique le Globe Theatre de William Shakespeare en 1996 à la demande de Sam Wanamaker qui trouvait anormal que personne n'ait eu l'idée de le reconstruire alors que c'était un monument très important à l'époque. Theo Crosby est aussi celui qui a rénové l'intérieur du Barbican Center à Londres.
En 1972 il est devenu partenaire fondateur de Pentagram, un studio de design international. Cette société a été fondée en 1972 par Alan Fletcher, Theo Crosby, Colin Forbes, Kenneth Grange, Bob Gill et Mervyn Kurlansky à Needham Road, Londres, Royaume-Uni. De nos jours, la société a des bureaux à Londres, New York, San Francisco, Hong Kong Austin et Tex.
Crosby a obtenu un diplôme en architecture à l'Université de Witwatersrand (Johannesburg) puis il a déménagé en Angleterre. Il a travaillé pour plusieurs architectes avant de devenir rédacteur en chef de la revue Architectural Design. En 1964, il a remporté le premier prix à la Triennale de Milan. Il est décédé d'une infection pulmonaire en 1994.